# ГЕС Aratiatia
ГЕС Aratiatia – гідроелектростанція на Північному острові Нової Зеландії. Знаходячись між ГЕС Токаану (вище по сточищу) та ГЕС Охакурі, входить до складу каскаду на річці Ваїкато, яка тече з центрального Вулканічного плато Північного острова у північно-західному напрямку та впадає до Тасманового моря за чотири десятки кілометрів від Окленду. 
Річку за 14 км після витоку з озера Таупо (розташована в кальдері однойменного вулкану найбільша внутрішня водойма країни) перекрили греблею Aratiatia. Ця споруда створює лише малий резервуар з площею поверхні 0,55 км2, припустиме коливання рівня води в якому між позначками 336 та 337,8 метра НРМ дозволяє регулювати роботу гідроагрегатів у добовому режимі. В лівій частині греблі облаштовано водозабір, від якого ресурс подається до розташованого за 0,4 км машинного залу. 
Введену в експлуатацію у 1964 році станцію обладнали трьома турбінами типу Френсіс потужністю по 30 МВт, які при напорі у 33,5 метра забезпечували виробництво 330 млн кВт-год електроенергії на рік. У 2010-х роках з австрійською компанією Andritz уклали угоду на модернізацію гідроагрегатів до показника у 31,4 МВт.
Відпрацьована вода по відвідному каналу довжиною 0,1 км повертається до річки.

## Зйомки «Хоббіту»
Розташовану нижче за станцію ділянку порогів Aratiatia використали для зйомок одного з епізодів фільму «Хоббіт: Пустка Смоґа», а саме, коли загін гномів, втікаючи від короля ельфів Трандуїла, сплавляється по бурхливій річці у винних бочках. Під час зйомок бочки кидали у воду перед порогами та виловлювали по їх завершенні – втім, актори були додані до «плавзасобів» методами комп’ютерної графіки.